# Arnoldius
Arnoldius es un género de hormigas, familia Formicidae. Son endémicas de Australia. Algunas actúan como parásitos sociales de otras hormigas.

## Especies
Se reconocen las siguientes:
- Arnoldius flavus (Crawley, 1922)
- Arnoldius pusillus (Mayr, 1876)
- Arnoldius scissor (Crawley, 1922)